# Strömsö
För andra betydelser, se Strömsö (olika betydelser).
Strömsö är ett finlandssvenskt TV-program på YLE Fem och på webben via Yle Arenan, ett faktaprogram med hantverk, mat och trädgård som huvudinnehåll. Det sänds även på Sveriges Television. Programmet hade premiär i augusti 2002, då med programledarna Susanna Ström-Wilkinson och Matias Jungar. Nuvarande programledare är Elin Skagersten-Ström och Jonas Sundström.
Strömsö har sedan starten även textats till finska. 
Programmet spelas in i Västervik, ca 10 kilometer norr om Vasa, på Finlands västkust. Strömsö är namnet på den byggnad där programmet spelas in och blev därför också programmets namn. Strömsö byggdes på 1850-talet till sommarställe av en köpman från Vasa. Inspelningsplatsen är en av de mest populära turistmålen i Vasa (2022).
"Det gick inte som på Strömsö" har blivit en väl använt uttryck i Finland där man syftar på att något inte gått enligt planerna.
I mars 2025 tillkännagavs att våren 2025 skulle bli den sista säsongen för TV-programmet Strömsö 